# متطاولانية
المتطاولانية (الاسم العلمي: Longimicrobia) هي طائفة من البكتيريا تتبع شعبة البكتيريا البرعمية.

## التصنيف
- رتبة المتطاوليات
  - فصيلة المتطاولات
    - جنس المتطاولة